# Station Heizijde
Het station Heizijde is een spoorwegstation in de gemeente Lebbeke op spoorlijn 60 (Jette-Dendermonde). Het bedient de kern Heizijde en bij uitbreiding ook het zuidelijke deel van Lebbeke.
Het stationsgebouw dateert van 1912 en is van het type 1893 L9. In tegenstelling tot wat gebruikelijk is bij stations van het type 1893 werd hier geen gebruik gemaakt van een ontlastingsboog boven de muuropeningen. Aan het station was vroeger een loket, maar dat is afgeschaft. In 2003 werd het stationsgebouw tot monument verklaard. Het verkeert evenwel in vrij slechte staat.
In het kader van het GEN-project, het voorstadsnetwerk rond Brussel, werd in 2009 het gehele stationscomplex onder handen genomen. De werken behelsen de ophoging van de perrons, het plaatsen van nieuwe infrastructuur (lantaarnpalen, naamborden, wachthuisjes, informatieborden, ...) en een nieuwe fietsenstalling.
De perrons van station Heizijde bevinden zich in een bajonetligging, dat betekent dat beide perrons schuin tegenover elkaar aan weerszijden van de overweg liggen. Zodoende blijft de overweg minder lang gesloten als een trein in het station stopt.
Om de perrons over te steken dient de overweg gebruikt te worden. Er is hiervoor geen speciale infrastructuur (tunnel, voetgangersbrug) voorzien.

## Galerij

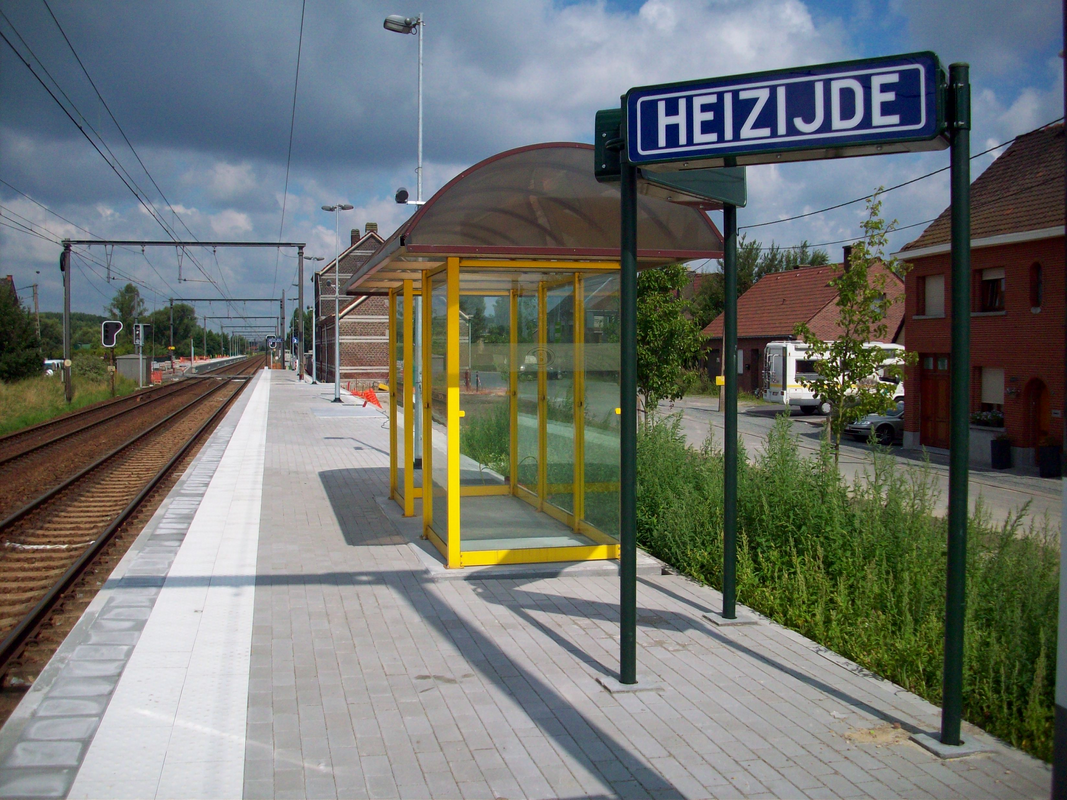
Perron 2
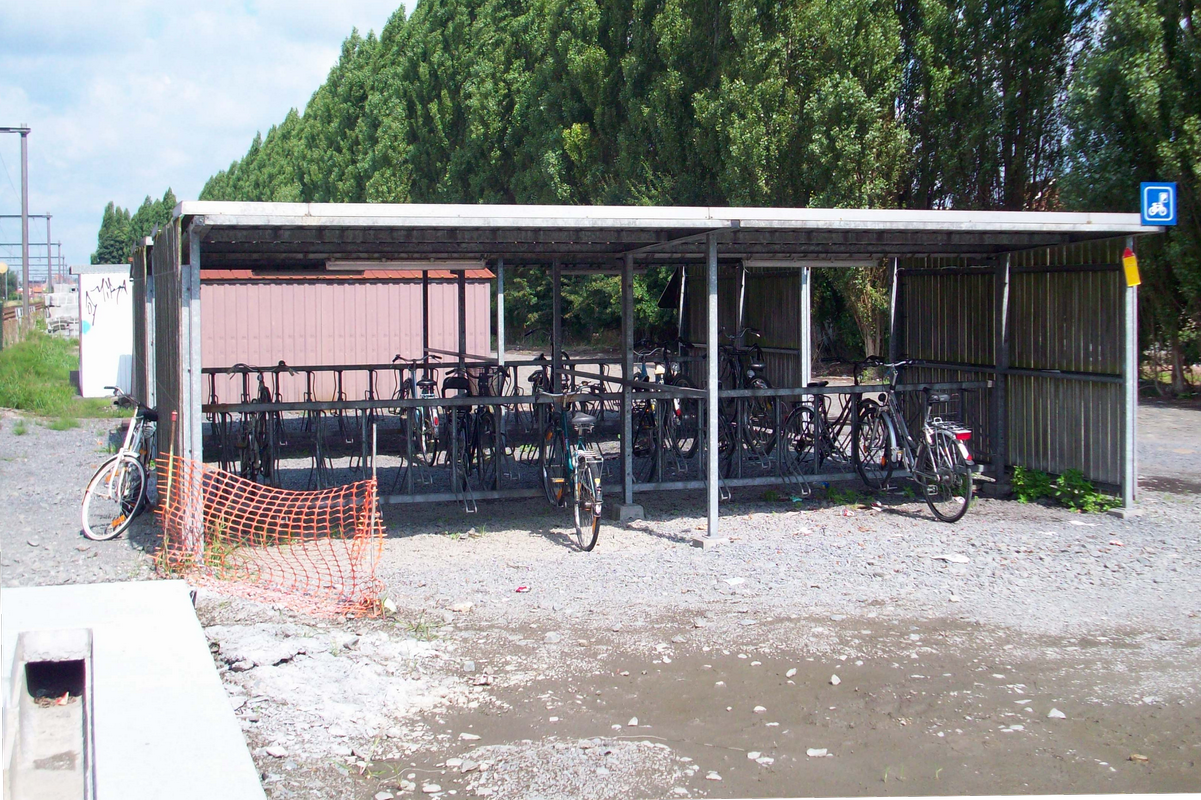
Oude fietsenstalling
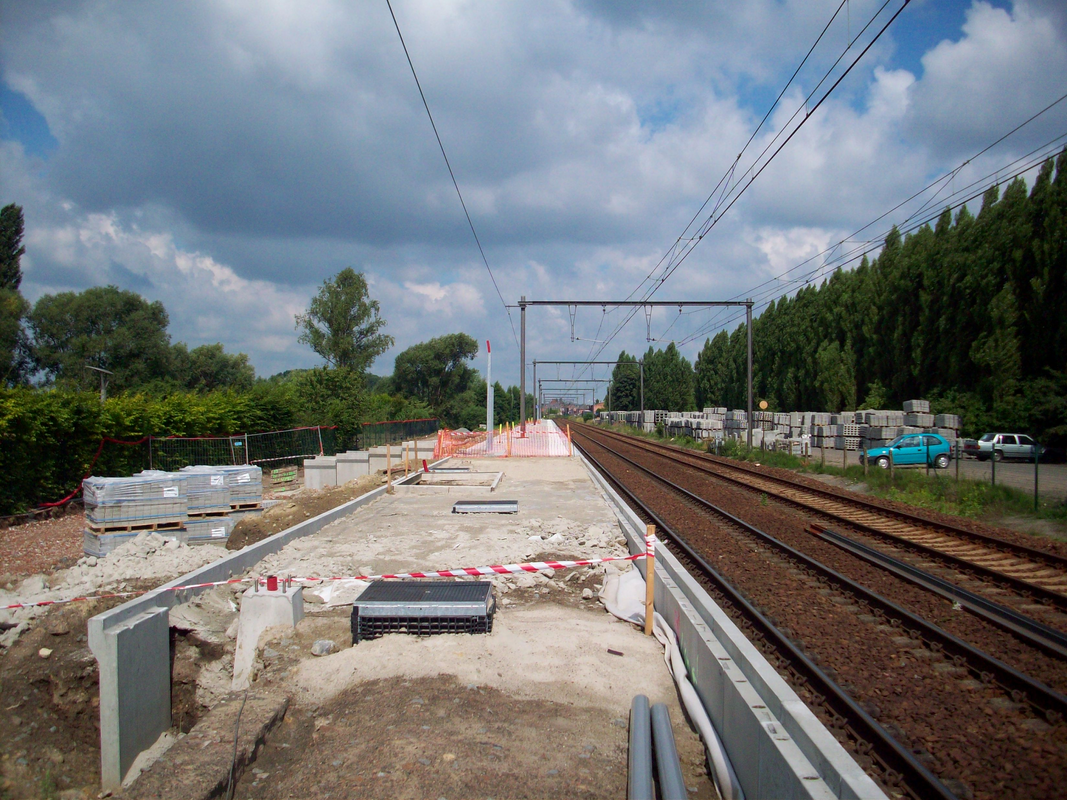
Foto van perron 1 in aanbouw

## Treindienst
| Serie | Treinsoort | Route                                                                                         | Bijzonderheden |
| ----- | ---------- | --------------------------------------------------------------------------------------------- | --- |
| S 3   | GEN (NMBS) | [ Denderleeuw – ] Geraardsbergen – Brussel-Zuid – [ Heizijde – Dendermonde ] / [ Schaarbeek ] | Rijdt tijdens de spits vanaf/naar Denderleeuw. Tijdens de spits extra ritten Geraardsbergen-Schaarbeek. Rijdt tijdens het weekend Denderleeuw-Brusssel-Noord. |
| S 10  | GEN (NMBS) | Dendermonde – Heizijde – Brussel-West – Brussel-Zuid – Aalst                                  | Tijdens de spits extra ritten Aalst-Brussel-Zuid |

## Reizigerstellingen
De grafiek en tabel geven het gemiddeld aantal instappende reizigers weer op een week-, zater- en zondag.
| Tabel: aantal instappende reizigers station Heizijde | Tabel: aantal instappende reizigers station Heizijde | Tabel: aantal instappende reizigers station Heizijde | Tabel: aantal instappende reizigers station Heizijde |
|                                                      | Weekdag                                              | Zaterdag                                             | Zondag                                               |
| ---------------------------------------------------- | ---------------------------------------------------- | ---------------------------------------------------- | ---------------------------------------------------- |
| 1977                                                 | 645                                                  | 99                                                   | 34                                                   |
| 1978                                                 | 714                                                  | 66                                                   | 48                                                   |
| 1979                                                 | 673                                                  | 88                                                   | 56                                                   |
| 1980                                                 | 627                                                  | 60                                                   | 44                                                   |
| 1981                                                 | 601                                                  | 69                                                   | 42                                                   |
| 1982                                                 | 663                                                  | 92                                                   | 52                                                   |
| 1983                                                 | 591                                                  | 57                                                   | 36                                                   |
| 1984                                                 | 439                                                  | 49                                                   | 41                                                   |
| 1985                                                 | 401                                                  | 60                                                   | 69                                                   |
| 1986                                                 | 433                                                  | 62                                                   | 45                                                   |
| 1987                                                 | 403                                                  | 81                                                   | 75                                                   |
| 1988                                                 | 391                                                  | 57                                                   | 45                                                   |
| 1989                                                 | 420                                                  | 58                                                   | 40                                                   |
| 1990                                                 | 398                                                  | 44                                                   | 30                                                   |
| 1991                                                 | 347                                                  | 46                                                   | 31                                                   |
| 1992                                                 | 415                                                  | 41                                                   | 41                                                   |
| 1993                                                 | 352                                                  | 69                                                   | 29                                                   |
| 1994                                                 | 346                                                  | 26                                                   | 16                                                   |
| 1995                                                 | 341                                                  | 24                                                   | 12                                                   |
| 1996                                                 | 370                                                  | 22                                                   | 16                                                   |
| 1997                                                 | 331                                                  | 32                                                   | 21                                                   |
| 1998                                                 | 315                                                  | 22                                                   | 14                                                   |
| 1999                                                 | 331                                                  | 26                                                   | 16                                                   |
| 2000                                                 | 266                                                  | 30                                                   | 17                                                   |
| 2001                                                 | 296                                                  | 29                                                   | 20                                                   |
| 2002                                                 | 278                                                  | 21                                                   | 15                                                   |
| 2003                                                 | 274                                                  | 14                                                   | 24                                                   |
| 2004                                                 | 291                                                  | 19                                                   | 13                                                   |
| 2005                                                 | 300                                                  | 16                                                   | 23                                                   |
| 2006                                                 | 299                                                  | 27                                                   | 22                                                   |
| 2007                                                 | 380                                                  | 10                                                   | 26                                                   |
| 2008                                                 | -                                                    | -                                                    | -                                                    |
| 2009                                                 | 228                                                  | 15                                                   | 25                                                   |
| 2010                                                 | -                                                    | -                                                    | -                                                    |
| 2011                                                 | -                                                    | -                                                    | -                                                    |
| 2012                                                 | 187                                                  | 10                                                   | 17                                                   |
| 2013                                                 | 188                                                  | 17                                                   | 26                                                   |
| 2014                                                 | 177                                                  | 23                                                   | 38                                                   |
| 2015                                                 | 267                                                  | 40                                                   | 38                                                   |
| 2016                                                 | 277                                                  | 57                                                   | 52                                                   |
| 2017                                                 | 260                                                  | 94                                                   | 58                                                   |
| 2018                                                 | 279                                                  | 49                                                   | 71                                                   |
| 2019                                                 | 276                                                  | 42                                                   | 30                                                   |
| 2020                                                 | 171                                                  | 77                                                   | 41                                                   |
| 2021                                                 | -                                                    | -                                                    | -                                                    |
| 2022                                                 | 492                                                  | 125                                                  | 123                                                  |
| 2023                                                 | 537                                                  | 91                                                   | 107                                                  |
| 2024                                                 | 567                                                  | 145                                                  | 128                                                  |

0,0: Jette ·
1,0: Ganshoren ·
2,3: Zellik-Renbaan ·
5,4: Zellik ·
7,7: Walfergem ·
9,6: Asse ·
13,1: Mollem ·
15,5: Merchtem ·
16,7: Droeshout ·
19,1: Opwijk ·
21,8: Heizijde ·
24,1: Lebbeke ·
26,3: Sint-Gillis ·
27,5: Dendermonde